# Interphone
Pour les articles homonymes, voir Intercom (homonymie) et Parlophone.

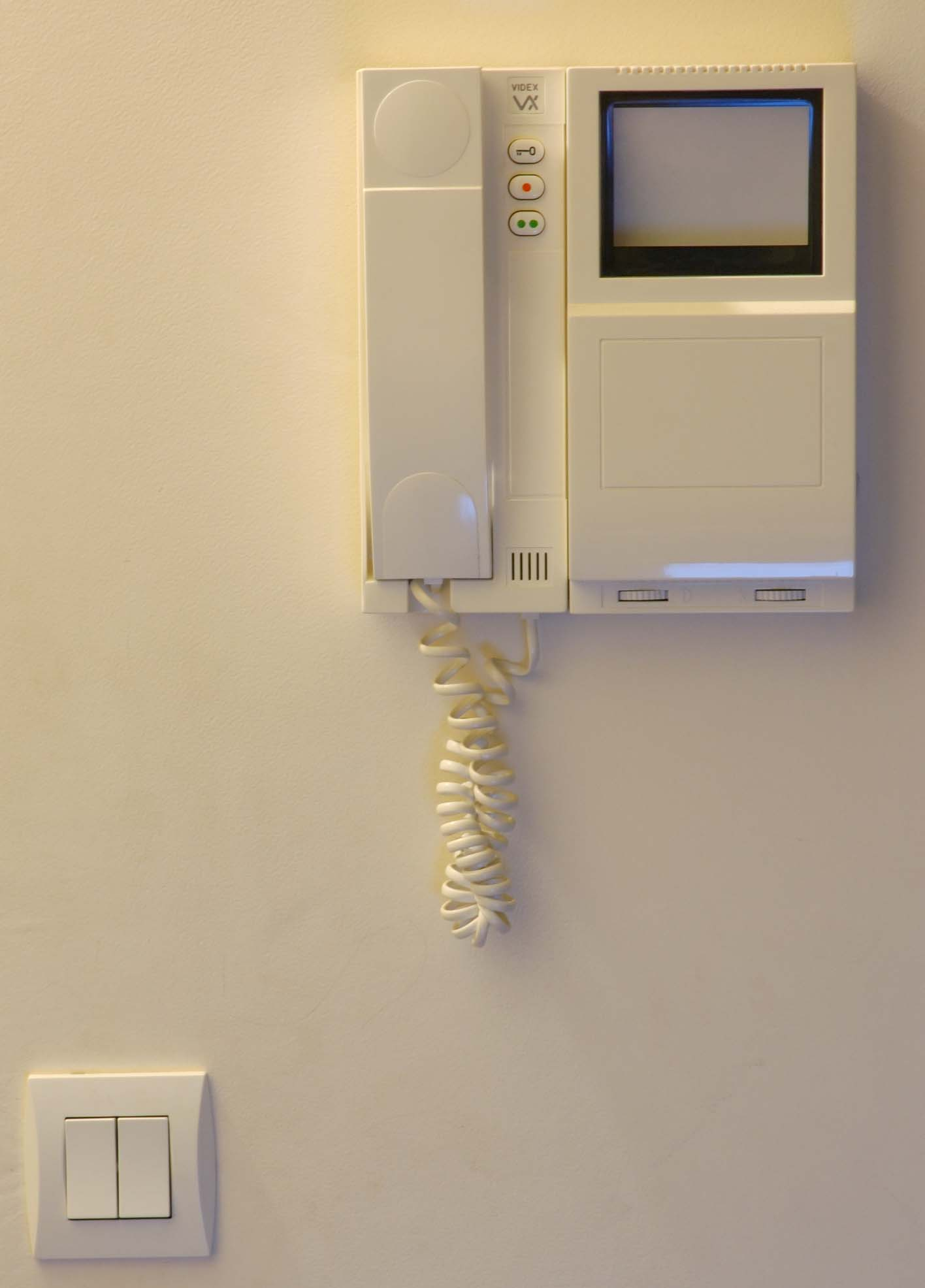
Un interphone/visiophone domestique

Un interphone (en anglais, intercom) est un téléphone qui utilise un réseau interne ; il n'est donc pas connecté au réseau téléphonique. Il est souvent équipé d'un haut-parleur et/ou d'un écran, pour permettre des communications sur de courtes distances, en général à l'intérieur d'un même bâtiment. Un interphone peut notamment être placé à l'entrée d'un immeuble, d'une maison, afin d'en contrôler l'accès. Dans ce cas, on parle également de parlophone (surtout en Belgique). Il est alors souvent équipé d'un système permettant l'ouverture d'une porte à distance, appelé « portier ».

Une offre récente d'interphone, basée sur le protocole DECT/GAP permet d'inclure l'appareil dans le réseau téléphonique interne de la maison et d'avoir accès au réseau téléphonique. En France, il fait partie des systèmes électroniques définis par la norme AFNOR NF X50-785. L'interphone devient un élément d'un réseau de domotique.
Il existe de simples interphones pour maison individuelle et des interphones élaborés pour les appartements collectifs. Certains sont équipés de vidéo, en installation électrique. Ce schéma électrique peut être relié vers l'extérieur avec seulement deux fils ou 4 à 6 fils tout en commandant une gâche électrique. Les dernières générations sont à deux fils et électroniques. On voit même des modèles informatiques compatibles TCP/IP.

## Les ancêtres des interphones
Le tube acoustique est l'ancêtre de l'interphone.
Il remplace le heurtoir et le concierge.

## Les différents types d'interphones

### Les Interphones audios
Ce sont les premiers interphones utilisés pour ouvrir un portillon ou un portail d'une maison. Ils sont très souvent filaires (2, 4 ou 6 fils). C'est-à-dire que la liaison entre la platine de rue qui est sur un pilier de portail et le combiné est filaire.

### Les interphones vidéos = Visiophones
Les interphones vidéo sont une évolution des interphones audios. Ils transmettent à la fois la voix et l'image. Le combiné est remplacé par un écran pour voir et entendre la personne qui sonne au portail.

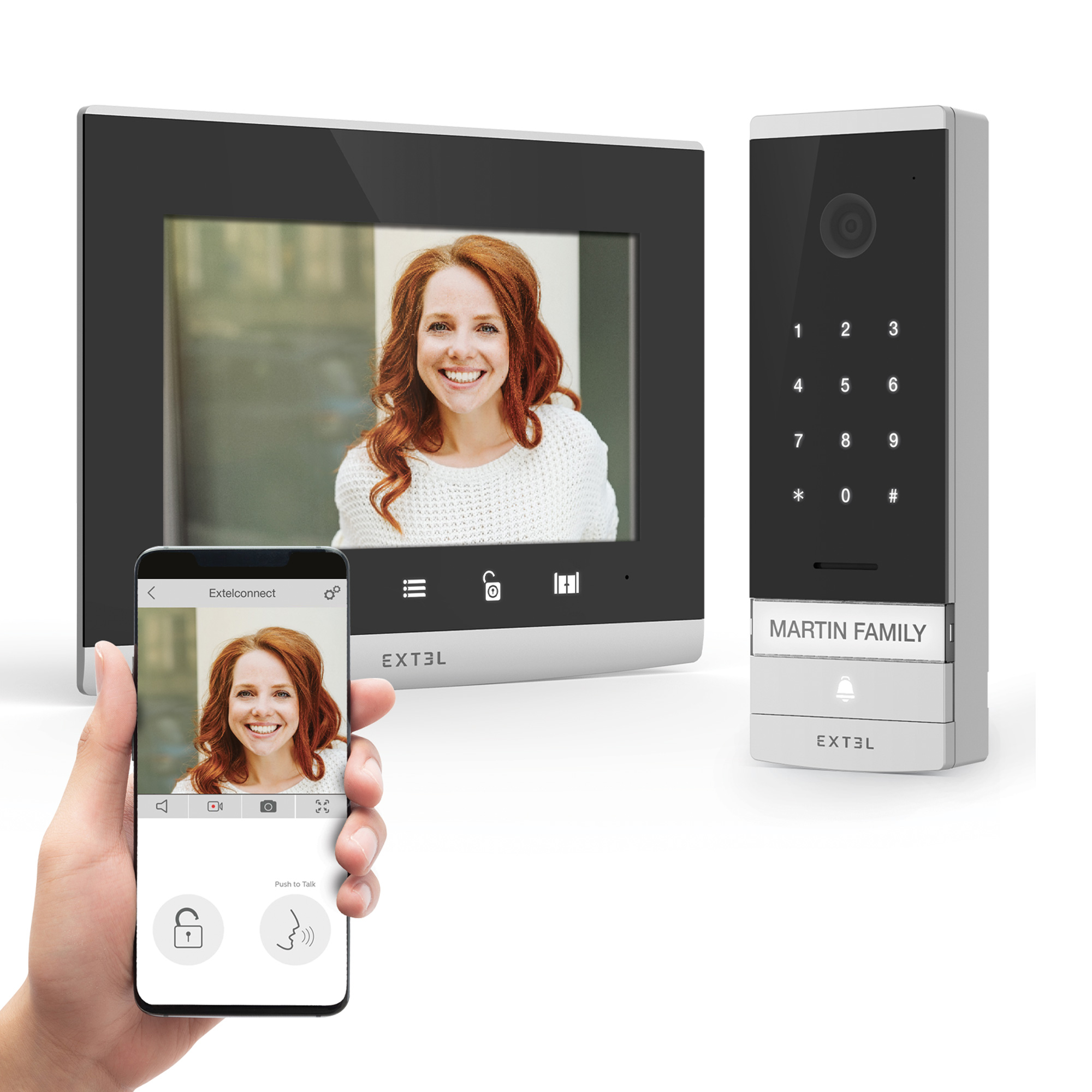
Visiophone connecté avec un digicode intégré dans la platine/caméra de rue

Il existe plusieurs types de visiophones :
- visiophone filaire
- visiophone sans fil
- visiophone connecté
- visiophone solaire
- visiophone avec digicode intégré

### Les interphones collectifs
Les interphones collectifs peuvent être audio ou vidéo. Ils se différencient des interphones de maison avec un platine de rue qui est plus grande, car elle a un bouton d'appel pour chaque appartement de l'immeuble. 

## Quelques exemples d'interphones

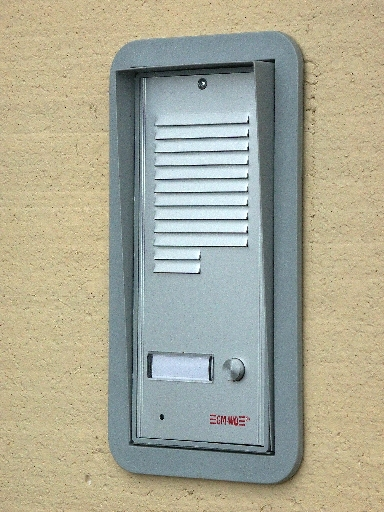
Interphone, côté appelant, vers un seul correspondant
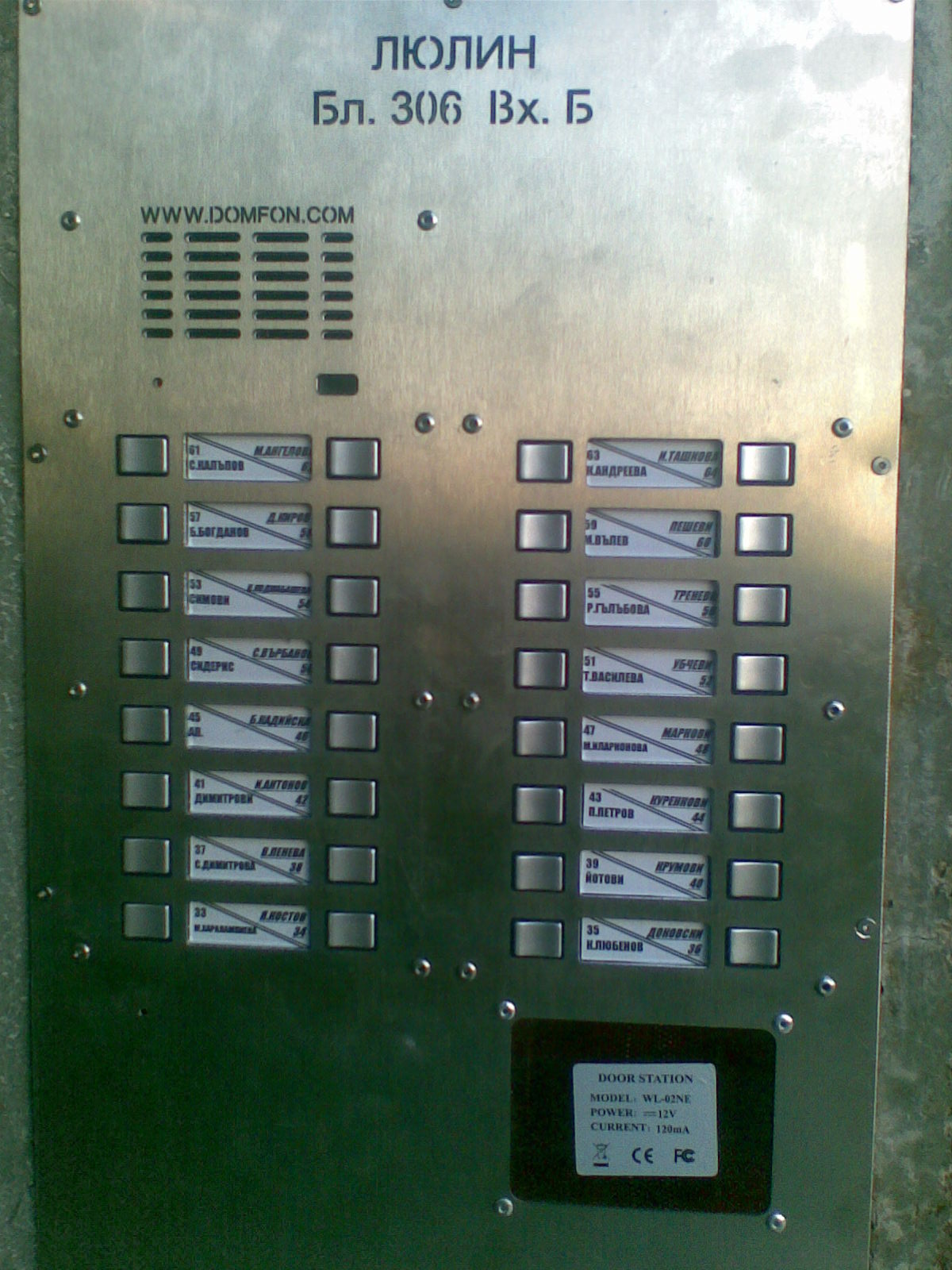
Interphone pour multiples correspondants internes (Sofia, Bulgarie)
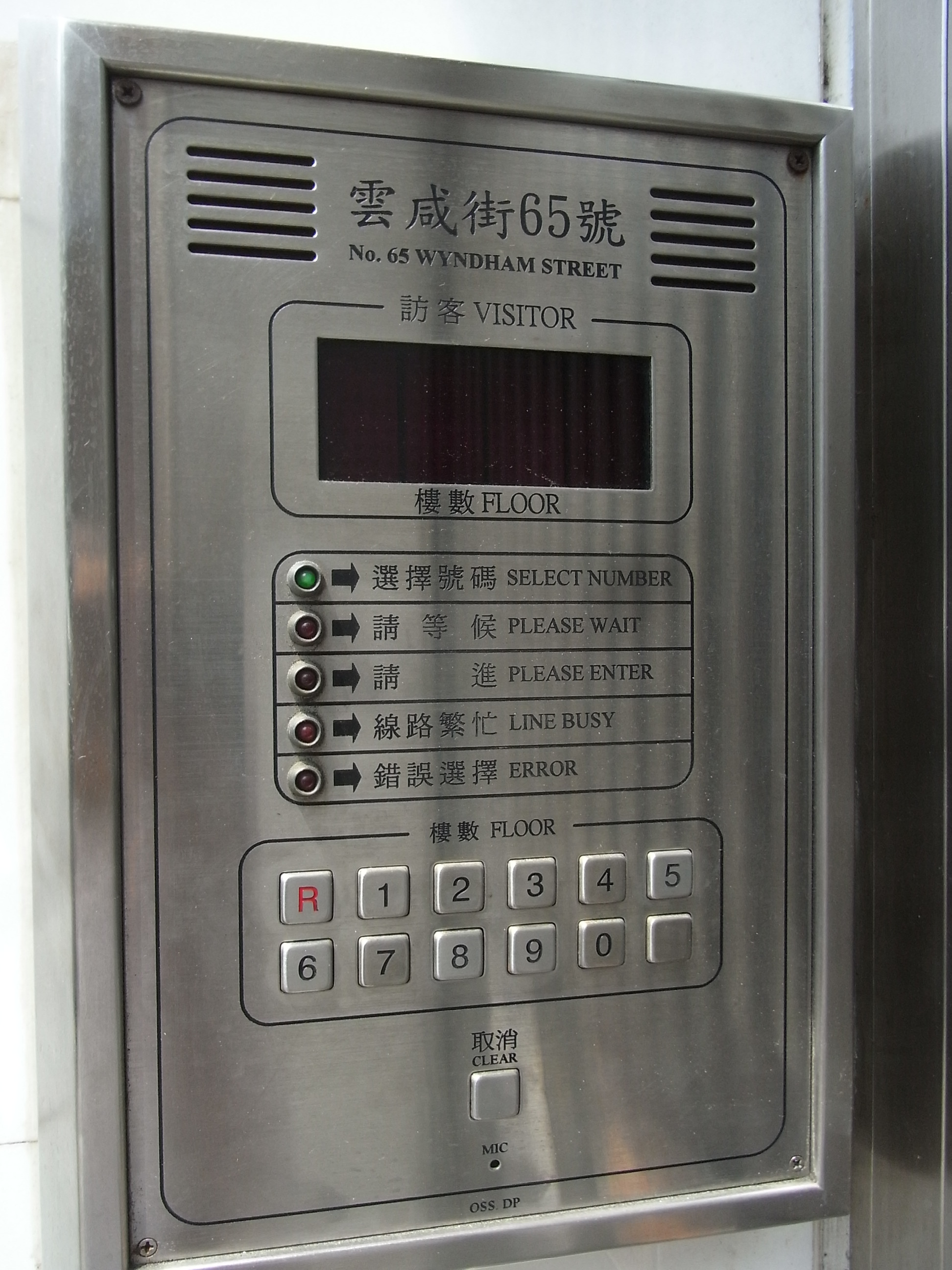
Interphone numérique (côté appelant)
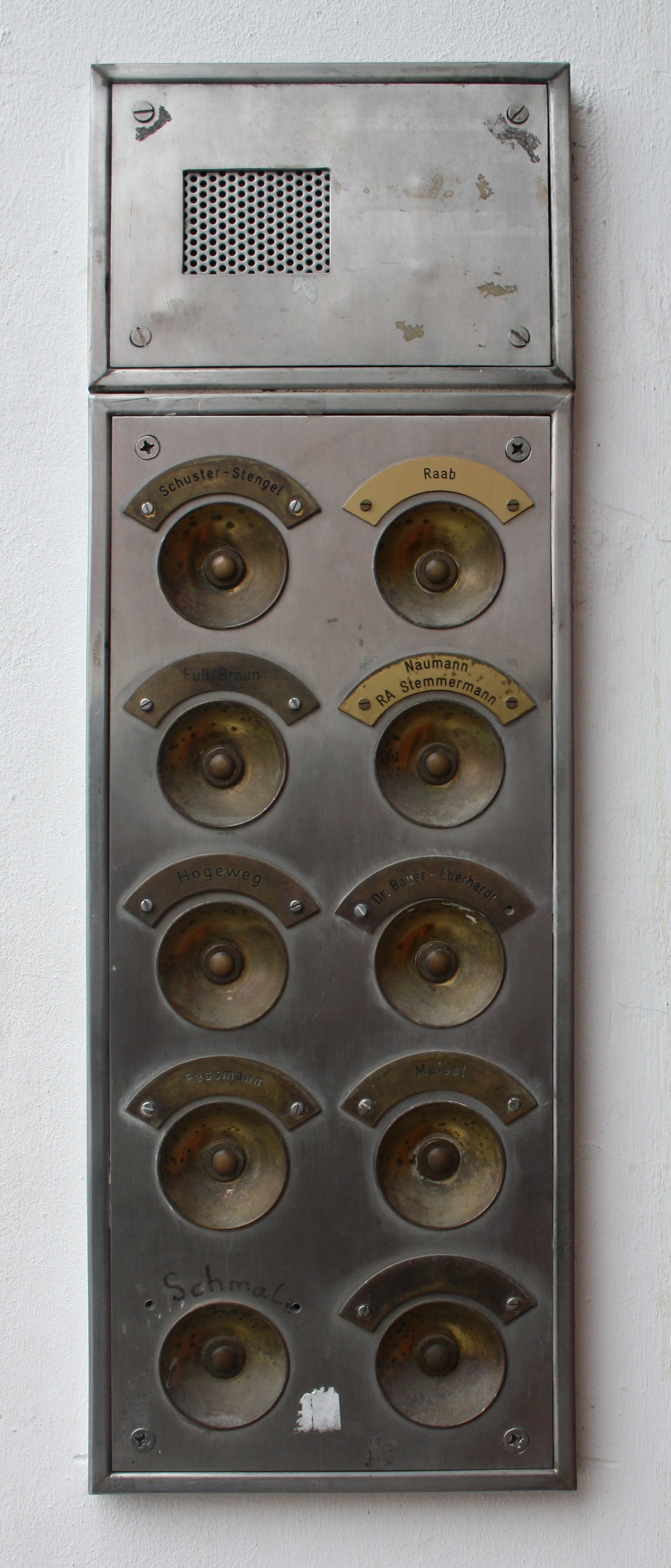
Ancien interphone avec plaquettes nominales
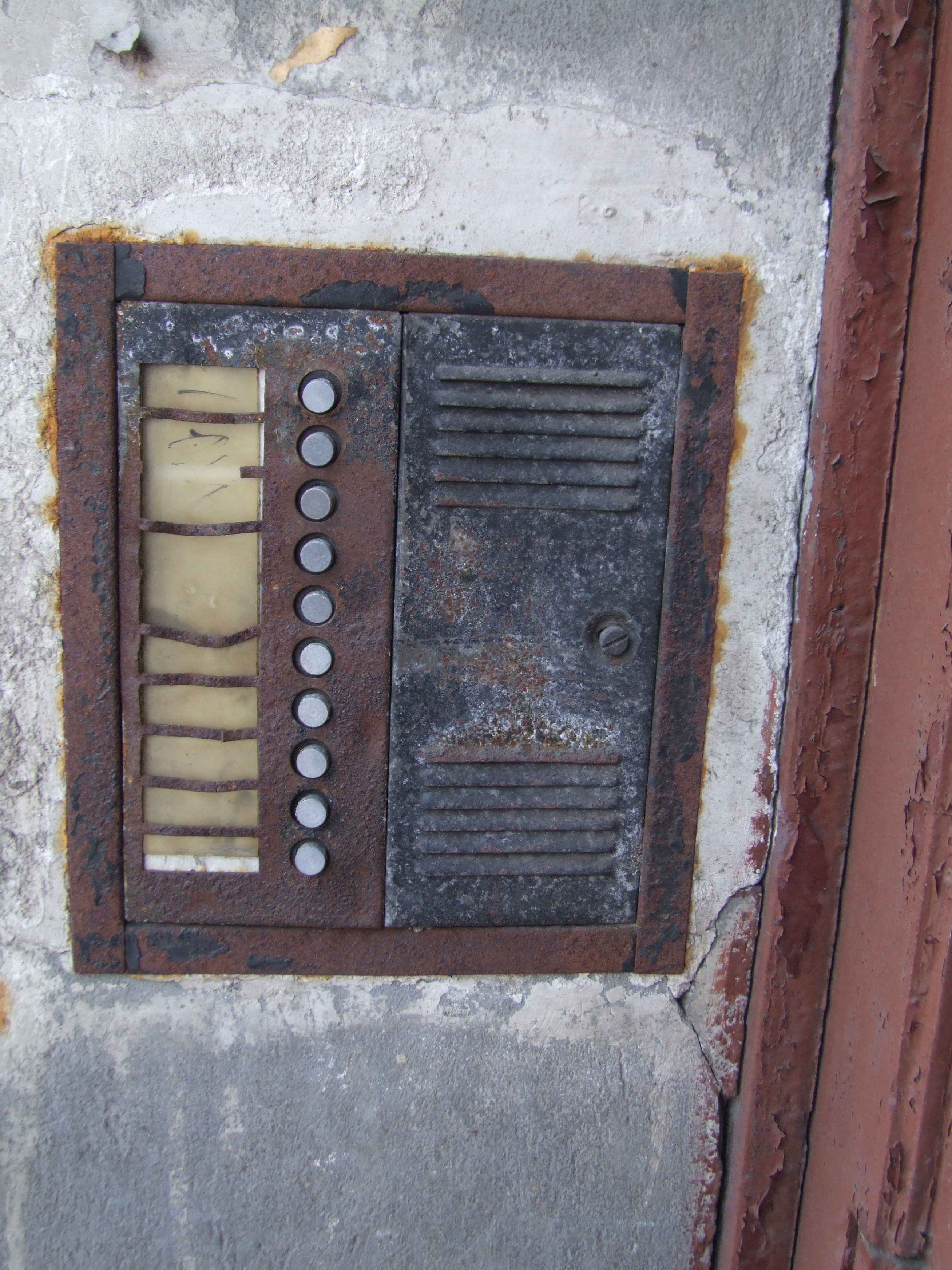
Interphone en Pologne
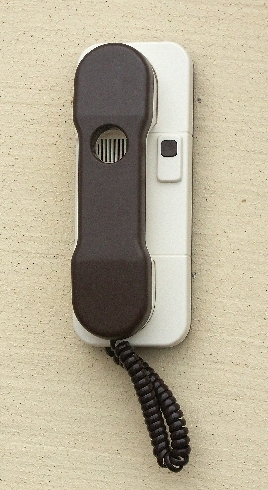
Interphone : combiné récepteur dans l'habitation.